# 小行星17869
小行星17869（17869 Descamps）是一颗绕太阳运转的小行星，为主小行星带小行星。该小行星于1998年6月发现。

## 轨道参数
小行星17869的轨道半长轴为2.3985585 UA，离心率为0.088。